# Coronel Suárez

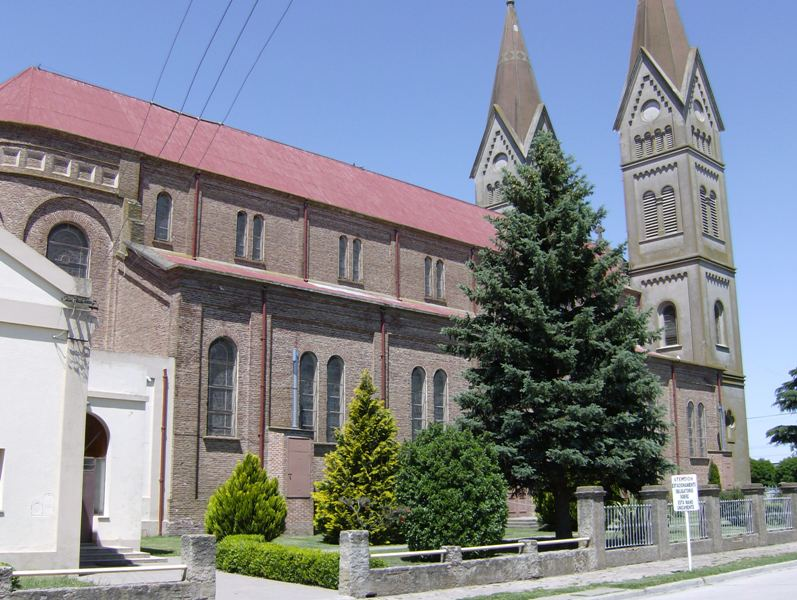
San José, Coronel Suárez.

Coronel Suárez este un oraș din Coronel Suárez, Provincia Buenos Aires, Argentina. În 2010 avea o populație totală de 23.621 locuitori. 